# Замерзання
Замерзання або тверднення — фазовий перехід речовини з рідкого стану в твердотільний, протилежний плавленню. Для багатьох речовин перехід відбувається в кристалічний стан і називається кристалізацією. Кристалізація відбувається при визначеній температурі. Інші речовини переходять в аморфний стан, поступово втрачаючи пластичність.   
Замерзання є екзотермічним процесом, тобто при ньому виділяється тепло. У випадку кристалізації навколишнє середовище відбирає виділене тепло таким чином, що температура речовини залишається сталою аж доки вона повністю не кристалізується. Деякий час кристалічна та рідка фази співіснують. Спочатку в рідині утворюються зародки кристалічної фази. Цей процес називається нуклеацією. Нуклеація може бути гетерогенною або гомогенною. При гетерогенній нуклеації зародками кристалічної фази є домішки. Коли домішок немає, речовина може залишатися рідиною при нижчій температурі аж до температури, коли почне проявлятися гомогенна нуклеація. Таку рідину називають переохолодженою.  
Перехід аморфних речовин з рідкого стану в твердий не має певної визначеної температури. Виділення тепла також відбувається, але його недостатньо для підтримання співіснування рідкої та твердої фаз. Рідина поступово втрачає плинність, її в'язкість збільшується. Уже в твердотільній фазі речовина залишається пластичною аж до температури склування, нижче якої її крихкість стрімко зростає. Аморфна речовина може з часом упорядкуватися й кристалізуватися, але це дуже довгий процес, час якого набагато перевищує час реального спостереження.